# Mikojan-Gurevitj MiG-1.44
Mikojan-Gurevitj MiG-1.44/1.42 (NATO-rapporteringsnamn Flatpack), tidigare felaktigt benämnd som MiG-35 var en prototyp av den femte generationens luftherraväldesjaktplan som var tänkt att motverka USA:s F-22 Raptor. Flygplanet har varit inofficiellt känt som MiG-35, men det namnet används nu på en exportversion av MiG-29 OVT. På grund av skyhöga kostnader drog sig den ryska staten ur projektet 1997, men Mikojan fortsatte själva att finansiera projektet till år 2000 då ett par provflygningar utfördes. Efter detta lades projektet på is. 
När Ryssland 2002 bestämde sig för att utveckla ett helt nytt flygplan med smygteknik under namnet PAK-FA och med Suchoj i spetsen inleddes ett samarbete mellan Suchoj och Mikojan för att integrera teknik som tagits fram i MiG-1.44. 